# Palestra (entitat catalanista)
Palestra fou una entitat catalanista fundada el 1930 per Josep Maria Batista i Roca i un grup d'amics seus, amb el manifest Als joves de Catalunya, influïts pels sokols txecs i eslovacs, el Fianna Éireann del Sinn Féin i l'escoltisme de Robert Baden Powell. Tenia un tarannà educatiu i patriòtic, organitzà cursos d'història, literatura, art i llengua catalanes; cercles d'estudis de dialèctica, acampades, excursions i competicions esportives, així com campanyes d'acció social i cultural. Va mantenir bones relacions amb la Federació de Joves Cristians i grups semblants, ja que tots formaven part dels Minyons de Muntanya.
En foren nomenats president Pompeu Fabra i Poch, vicepresident Frederic Roda i Ventura i secretari Batista i Roca. Va mantenir estretes relacions amb grups similars de Galícia, el País Basc, Txèquia i Occitània. Quan el 1931 es proclamà la República Catalana formà una mena de guàrdia cívica entorn de Francesc Macià. Després, organitzà una gran campanya a favor de l'estatut, i a la Vall d'Aran es presentà amb un manifest en aranès. Formà una secció femenina (semblant al Cuman na nBan del Sinn Féin i l'Eusko Emakume Batza del Partit Nacionalista Basc) i es relacionà amb els catalans de l'estranger. Tenia 5.000 afiliats a Barcelona i comarques, i a les ciutats de València i Palma.
Es va unir amb militants procedents d'Estat Català, crítics amb la decisió de Francesc Macià de crear Esquerra Republicana de Catalunya, Nosaltres Sols! i altres entitats, per formar el Partit Nacionalista Català.
Fou criticada sovint pel seu nacionalisme militant i acusada de paramilitarisme, tot i que fins i tot patí una escissió radical anomenada Via Fora. Participà en un comitè de defensa creat Josep Dencàs de cara als fets del sis d'octubre del 1934, amb representants dels partits ERC, Acció Catalana, Unió Democràtica de Catalunya i Partit Nacionalista Republicà d'Esquerra, i d'altres com Nosaltres Sols! o el Partit Nacionalista Català. Per aquest motiu, Pompeu Fabra i Batista i Roca foren empresonats, molts locals de Palestra foren clausurats i el 1935 va canviar el seu nom com a Club David per tal de no ser prohibida. Va perdre nombrosos efectius, que es passaren a altres organitzacions radicals catalanistes amb més experiència, com Estat Català, Nosaltres Sols! i les Joventuts d'ERC. Tanmateix, va mantenir la seva existència fins al 1938, en plena Guerra Civil espanyola.
Entre els personatges que han estat membres de Palestra, podem destacar Miquel Coll i Alentorn, Marian Iglésias d'Abadal, Amadeu Serch i Gelambí, Joan Ainaud de Lasarte, Narcís Masó i Valentí, Joan Carreras i Palet, Josep Iglésies i Fort o Joan Coromines i Vigneaux, així com els doctors Daniel Girona i Llagostera i Pere Gabarró i Garcia.
El 1930 es funda la delegació de l’Hospitalet, que va ser presidida pel metge catalanista Jaume Isern i Hombravella.